# Партикулярная верфь

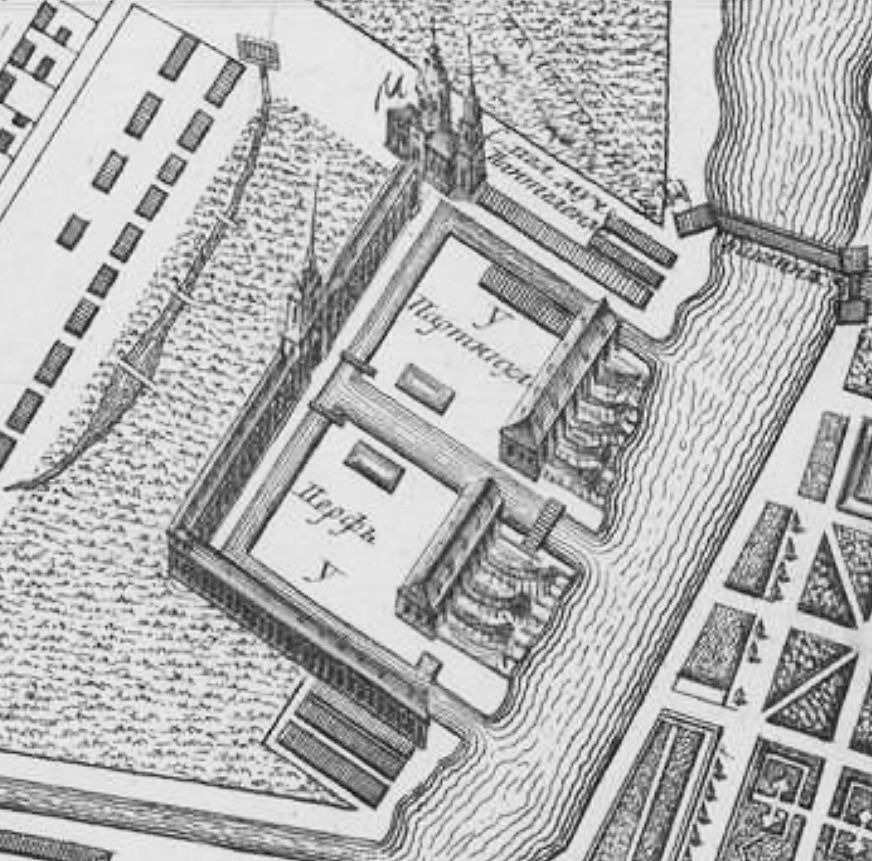
Партикулярная верфь на «Плане Трускотта» 1753 года.

Партикуля́рная верфь (Первая Невская верфь, Судовой двор) — петербургская верфь для постройки гражданских судов, находившаяся на Фонтанке напротив Летнего сада, на территории Соляного городка, ограниченной современными улицей Пестеля, Соляным переулком и Гангутской улицей.
Строил Партикулярную верфь Николай Фёдорович Гербель. При Партикулярной верфи была построена, в честь Гангутской победы, церковь Святого Пантелеймона, которая, как и школа, содержалась на средства верфи. Кроме содержания в исправности потешного Невского флота, партикулярная верфь, с 1720 года, стала «ведать все партикулярные суда, какого бы звания они ни были».

## История

### Основание
С самого своего основания Санкт-Петербург из-за своего положения в дельте Невы испытывал острую необходимость в организации речных переправ. Мостов тогда в Петербурге ещё не было. Для того, чтобы создать речной флот и приучить жителей города к поездкам по воде, Пётр I выпустил указ, обнародованный 4 (15) июня 1710 года, о том, чтобы перевозные суда, если только позволяет ветер, ходили непременно под парусами, а не на вёслах. 
Доходы с перевозов дали возможность Петру создать Невский флот, и уже в 1716 году была учреждена Партикулярная верфь, на которой велено «делать к дому Его Императорского Величества и для раздачи, по указам, всякого чина людям безденежно и на продажу» разного рода небольшие парусные и гребные суда, а также за известную плату ремонтировать иностранные и русские коммерческие корабли и продавать на них разные материалы.

### Развитие
Принцип создания Невского флота состоял в том, что суда, входившие в его состав, жаловались в вечное и потомственное владение, с тем условием, чтобы владельцы содержали их в исправности, а по приходе в ветхость строили за свой счёт новые, таких же или больших, но отнюдь не меньших размеров. Раздача судов последовала 8 (19) мая и 10 (21) мая 1718 года. В указе 12 (23) апреля 1718 года государь самым обстоятельным и общепонятным образом установил правила содержания в исправности этих судов, порядок их сбора «на экзерциции», производство самих экзерциций и, наконец, определил штрафы за неисполнение этих правил. В списке, по которому раздавались суда, числились синод, сенат, Невский монастырь, адмиралтейская и иностранная коллегии, полицмейстерская канцелярия, а также частные лица — несколько архиереев, сенаторов и других важных сановников, и вместе с ними — корабельные мастера, лекари, иностранцы и даже дамы. Некоторые учреждения и частные лица получали по два и по три судна, а баронам Строгановым, князю А. М. Черкасскому и канцлеру графу Г. И. Головкину пожаловано было по четыре судна.
В обязанности Партикулярной верфи входило не только содержание в исправности Невского флота, но и контроль за городскими речными перевозками, а также морскими сообщениями с окрестностями Петербурга, производившимися на казённых судах. Торговые суда должны были ежегодно проходить освидетельствование, которое заключалось не только в осмотре корпуса и такелажа судна, но и в проверке знаний шкипера и штурмана. Прошедшим освидетельствование судам верфь выдавала специальный аттестат, дающий право на осуществление перевозок.
Под управлением Партикулярной верфи состояли охтинские плотничьи слободы (Адмиралтейские поселения). Они были устроены в 1721 году при впадении Охты в Неву, на месте бывшей шведской крепости Ниеншанц с целью иметь при Петербургском Адмиралтействе опытных плотников и мастеровых. На берегу Охты было создано целое поселение, построено пятьсот изб для собранных из разных губерний ремесленников, которые были обязаны участвовать в адмиралтейских работах, за это они были освобождены ото всех податей и получали плату.
Первые деревянные здания Партикулярной верфи были построены в 1715—1722 годах архитекторами Г. Маттарнови, Н. Ф. Гербелем и Д. Трезини. Верфь имела обводный и внутренний каналы, прорытые в 1718 году. Вдоль современной Гагаринской улицы находились казармы судовых плотников и солдат морского ведомства. На территории Партикулярной верфи располагались также построенные по проекту Трезини контора и аптека (1716 год) и каменная смоляная баня (1719 год). Верфь также имела каменные ворота с башней и шпилем, склады, стапели, лесопилку, три деревянных моста. В 1743 году деревянные здания Партикулярной верфи заменены каменными архитекторами И. К. Коробовым, И. Я. Шумахером и М. А. Башмаковым.
При Партикулярной верфи, по ходатайству заведовавшего верфью И. С. Потёмкина, в 1721 году была построена «в палатах» полотняная Пантелеймоновская церковь в память побед, одержанных русским флотом в день памяти великомученика Пантелеимона: в 1714 года при Гангуте и в 1720 году при Гренгаме. Уже год спустя был построен уже мазанковый деревянный храм. Позднее, в 1734 году, церковь была перестроена в камне.

### Упразднение
В 1762 году строительство кораблей было перенесено на Выборгскую сторону в районе современного завода «Арсенал». Контора Партикулярной верфи оставалась на прежнем месте вплоть до 1784 года. В 1760—1780-х годах на месте бывшей верфи были построены амбары для хранения вина и соли, названные Соляным городком.